# Guerra Otomano-Persa de 1821–1823
A Guerra Otomano-Persa de 1821–1823[a] foi travada entre o Império Otomano e o Império Cajar de 1821 a 1823.

## Antecedentes
As tensões entre os dois impérios estavam aumentando devido ao Império Otomano abrigar tribos rebeldes da província do Azerbaijão Iraniano. As questões relativas às tribos curdas da fronteira, como as tribos Haidarã e Sipqui, complicaram as relações entre os dois impérios. Por exemplo, o Irã lançou uma campanha militar contra Dervixe Paxá, o muafiz de Vã, quando se recusou a devolver os curdos Sipqui que se refugiaram e se estabeleceram em Erjixe. A Guerra Otomano-Persa que começou em 1821 também foi parte de uma série de guerras entre os dois impérios, que foi atribuída às influências de potências estrangeiras, particularmente a Grã-Bretanha e o Império Russo. Os persas e os otomanos estavam dentro de suas respectivas esferas de influência e foram atraídos por sua rivalidade. O Império Russo estava tentando pressionar o Império Otomano, que estava então em guerra com os gregos.

## Guerra
O príncipe herdeiro Abas Mirza da Pérsia, por instigação do Império Russo, invadiu a Armênia Ocidental e as áreas ao redor da província iraniana do Azerbaijão. Em 10 de setembro de 1821, as forças iranianas marcharam de Tabriz em direção à fronteira. Em 16 de setembro, as forças iranianas cruzaram a fronteira em Gurbulaque e invadiram a fortaleza de Baiezide em novembro de 1821, garantindo as rotas de suprimento persas. Conforme o exército iraniano marchava à região, foram atrás dos membros da tribo Heidarã, que fugiriam para Diarbaquir.
Após a bem-sucedida campanha de inverno de Abas Mirza, retirou a maioria de suas forças para Tabriz, deixando guarnições em cidades e vilas significativas. Os turcos começaram a organizar um contra-ataque, organizado sob o novo serasquer, Maomé Amim Raufe Paxá. Eles planejaram atropelar as guarnições na Anatólia Oriental e ocupar partes do Azerbaijão para impedir que o Irã reunisse suas tropas e forçar uma paz nos termos otomanos. No entanto, a fortaleza de Topra Cale atrapalhou os planos otomanos devido à sua localização estratégica. Os sardares de Erevã continuaram atacando posições otomanas ao redor de Topra Cale, permitindo a Abas Mirza um tempo precioso para recuperar forças para aliviar a fortaleza. A batalha resultante em maio de 1822 foi uma derrota para os otomanos, mas os iranianos não conseguiram tirar vantagem de seu sucesso.
Em 1821, o exército cajar sitiou Baguedade com 40 mil soldados de infantaria e artilharia, mas Daúde Paxá defendeu com sucesso a cidade com 3 900 soldados de infantaria e 8 800 de cavalaria, impedindo que os cajares invadissem. Combinado com os efeitos da doença, Maomé Ali Mirza foi finalmente forçado a levantar o cerco. Enquanto isso, Abas Mirza marchou para o leste da Anatólia com 30 mil soldados e encontrou um exército otomano de 50 mil na Batalha de Erzurum. Abas Mirza obteve uma vitória esmagadora sobre os otomanos, apesar de estar em grande desvantagem numérica e seu exército sofrer de uma epidemia de cólera.

## Rescaldo
A paz não foi concluída até o Tratado de Erzurum, dois anos depois; ambos os lados reconheceram as fronteiras anteriores estabelecidas pelo Tratado de Zuabe em 1639, sem mudanças territoriais. Também incluído no tratado, estava o acesso garantido para peregrinos persas aos locais sagrados de Meca e Medina dentro do Império Otomano.